# Латентна топлота
Латентна топлота означава количину енергије коју хемијска супстанца прими или преда околини током фазног прелаза у друго агрегатно стање, при чему температура супстанце остаје непромењена. Примери оваквих процеса су топљење леда и кључање воде. Овај израз је први поменуо Џозеф Блек око 1750, при чему латинска реч latere значи сакривен.
Две најважније латентне топлоте су латентна топлота топљења и латентна топлота топлота испаравања. Ови термини описују проток енергије када супстанца мења своју фазу: чврсто тело → течност → гас.
У оба случаја промена је ендотермичка, што значи да систем апсорбује енергију при промени од чврстог стања ка гасовитом. Ако се промена одвија у супротном правцу, она је егзотермичка (процес ослобађа енергију).

#### Табела латентних топлота
Следећа табела садржи латентне топлоте и температуре фазних прелаза неких често коришћених гасова и течности. 
| Супстанца     | Латентна топлота топљења | Тачка топљења °C | Латентна топлота испаравања | Тачка кључања °C |
| ------------- | ------------------------ | ---------------- | --------------------------- | ---------------- |
| Етанол        | 108                      | -114             | 855                         | 78,3             |
| Амонијак      | 339                      | -75              | 1369                        | -33,34           |
| Угљен-диоксид | 184                      | -78              | 574                         | -57              |
| Хелијум       |                          |                  | 21                          | -268,93          |
| Водоник (2)   | 58                       | -259             | 455                         | -253             |
| Олово         | 24,5                     | 372,3            | 871                         | 1750             |
| Азот          | 25,7                     | -210             | 200                         | -196             |
| Кисеоник      | 13.9                     | -219             | 213                         | -183             |
| R134a         |                          | -101             | 215,9                       | -26,6            |
| Толуен        |                          | -93              | 351                         | 110,6            |
| Терпентин     |                          |                  | 293                         |                  |
| Вода          | 334                      | 0                | 2260 (на 100 °C)            | 100              |

## Латентна топлота воде
Следећа емпиријска приближна формула се може употребити за израчунавање латентне топлоте кондензације воде у опсегу температура -40 °C до 100 °C: